# Округ Алеган (Мичиген)
Округ Алеган (енгл. Allegan County) је округ у америчкој савезној држави Мичиген.

## Демографија
По попису из 2010. године број становника је 111.408, што је 5.743 (5,4%) становника више него 2000. године.
| Група             | 2000.          | 2010.          |
| Белци             | 96.167 (91,0%) | 99.945 (89,7%) |
| Афроамериканци    | 1.385 (1,3%)   | 1.358 (1,2%)   |
| Азијати           | 582 (0,6%)     | 648 (0,6%)     |
| Хиспаноамериканци | 6.040 (5,7%)   | 7.454 (6,7%)   |
| Укупно            | 105.665        | 111.408        |